# 유라시아
유라시아(영어: Eurasia)는 아시아와 유럽을 하나의 대륙으로 보는 이름이다. 아프로·유라시아의 일부로, 아프리카와는 수에즈 지협으로 연결되어 있다. 아시아와 유럽 전체를 포함시키기도 하고, 인도 아대륙, 아라비아반도, 그리고 시베리아의 베르호얀스크산맥 동쪽은 제외하는 경우도 있다. 또 다른 관점에 따라서는 북아프리카도 유라시아의 일부에 넣기도한다. 유라시아를 한 대륙으로 칭하자는 사람들도 있다.

## 같이 보기
- 유라시아 연합
- 유라시아주의